# Léopold de Saussure
Pour les articles homonymes, voir Saussure.
Léopold de Saussure (1866–1925) est un sinologue et astronome, officier de la marine française.

## Biographie
Léopold de Saussure naît en 1866. Il est issu d'une famille de savants suisses, d'origine française (protestants de Lorraine, réfugiés en Suisse dès 1536, au début de la réforme).
Léopold de Saussure est un sinologue et astronome, officier de la marine française, pour laquelle il navigue comme lieutenant jusqu'en 1899, ce qui lui permit d'apprendre le chinois. C'est le fils de Henri de Saussure, et c'est un descendant d'Horace-Bénédict de Saussure, mais surtout, c'est le frère du linguiste Ferdinand et de René, un des principaux promoteurs de l'espéranto. Pour sa part, c'est un pionnier reconnu de l'astrologie et de l'astronomie chinoise, qui a publié ses travaux dans la revue T'oung pao entre 1907 et 1922, mais aussi dans les Archives des sciences physiques et naturelles de Genève, en insistant sur l'ancienneté de l'astronomie chinoise et en l'opposant à l'astronomie babylonienne alors qu'auparavant, les scientifiques rationalistes refusaient de lui reconnaître une origine aussi antique et provenant d'une observation indépendante des astres. Et en particulier : une explication de l'Origine de la théorie des cinq éléments.
Ses réflexions parurent après sa mort dans Les Origines de l'astronomie chinoise, Léopold de Saussure. 10 x 6½. pp. x + 598. Paris : Maisonneuve frères, en 1930.
Il est le père d'Hermine (dite Miette) de Saussure Seyrig (1901-1984), navigatrice et mère de la comédienne Delphine Seyrig (1932-1990).

## Liens
- Ressource relative à la vie publique :   - base Léonore
- Ressource relative à la recherche :   - Persée
- Notices dans des dictionnaires ou encyclopédies généralistes :   - Deutsche Biographie
  - Dictionnaire historique de la Suisse
- Notices d'autorité :   - VIAF
  - ISNI
  - BnF (données)
  - IdRef
  - LCCN
  - GND
  - Pays-Bas
  - Israël
  - Vatican
  - WorldCat
- « Saussure, Léopold de : Les origines de l'astronomie chinoise », sur calameo.com (consulté le 16 septembre 2020)
- Léopold de Saussure, Les Origines de l'astronomie chinoise - Articles publiés de 1909 à 1922 (consultable sur Chine ancienne)
- Léopold de Saussure, Le Système astronomique des Chinois, Archives des sciences physiques et naturelles, 1919 (consultable sur Chine ancienne)